# Viktoria Komova
Viktoria Aleksandrovna Komova (en russe : Виктория Александровна Комова) est une gymnaste russe née le 30 janvier 1995 à Voronej. Concourant dans la catégorie senior, elle est décorée de trois médailles d'or lors des jeux olympiques de la jeunesse de 2010 (au concours général individuel, au saut et aux barres asymétriques).

## Biographie
Viktoria est née dans une famille de gymnastes ; son père, Aleksandr, et son frère, également appelé Aleksandr, étant d'anciens gymnastes, et sa mère, Vera Kolesnikova, championne du monde par équipe aux championnats du monde de gymnastique artistique de 1985, et championne absolue des Goodwill Games en 1986. Elle commence la gymnastique à l'âge de 5 ans. Viktoria Komova a participé aux Championnats du Monde 2011 à Tokyo et est championne du monde aux barres asymétriques et vice-championne du monde en équipe et individuel.

## Palmarès

### Jeux olympiques
- Londres 2012
  -  médaille d'argent au concours par équipes
  -  médaille d'argent au concours général individuel
  - 8e à la poutre
  - 5e aux barres asymétriques

### Jeux olympiques de la jeunesse
- Singapour 2010
  -  médaille d'or au concours général individuel
  -  médaille d'or au saut
  -  médaille d'or aux barres asymétriques
  -  médaille de bronze au sol

### Championnats du monde
- Glasgow 2015
  -  médaille d'or aux barres asymétriques

- Tokyo 2011
  -  médaille d'or aux barres asymétriques
  -  médaille d'argent au concours par équipes
  -  médaille d'argent au concours général individuel

### Championnats d'Europe
- Birmingham 2010 (junior)
  -  médaille d'or au concours général individuel
  -  médaille d'or au saut de cheval
  -  médaille d'or à la poutre
  -  médaille d'argent aux barres asymétriques

- Bruxelles 2012
  -  médaille d'or aux barres asymétriques
  -  médaille d'argent par équipes

### Jeux européens
- Bakou 2015
  -  médaille d'or par équipes